# Подбел
Подбел (коњски лопух, козја брада, репух, марта, бело копитњаково лишће, коњско копито) или лат. Tussilago farfara је биљка из породице главочика (Asteraceae).			
Вишегодишња зељаста биљка са већим бројем стабала који су покривени љуспастим, зеленим или ружичастим листићима. На врху стабаоцета је златножута цваст главица. Крупни, зелени листови на дугачким дршкама образују се после цветања. 
Употребљава се цвет, који се сакупља на почетку цветања и листови када су потпуно развијени. Користи се за лечење бронхитиса, ларингитиса, астме. Лековитост подбела на дисајне органе заснива се у његовом садржају слузи, која облаже упаљену слузокожу чиме спречава њено надраживање и смирује кашаљ. Користи се и за појачано знојење и избацивање мокраће, а споља код кожних болести (ране, убоји, чиреви).
Код употребе подбела се саветује изузетна опрезност зато што неки његови састојци (пиролизиналкалоиди) делују хепатотоксично, генотоксично и канцерогено. Ови алкалоиди се слабо растварају у води, па се чај може користити без велике бојазни, али у строго одређеним дозама и временском интервалу (дневно 3-4 шоље чаја не дуже од 4 недеље).

## Галерија
- Отворена главичаста цваст
- Крупни листови
- Група стабала са љуспастим листовима
- Група стабала

|  | Молимо Вас, обратите пажњу на важно упозорење у вези са темама из области медицине (здравља). |